# Marco Biagi
Marco Biagi (Bologna, 24 novembre 1950 – Bologna, 19 marzo 2002) è stato un giurista ed economista italiano.
Docente di diritto del lavoro di orientamento socialista, a partire dagli anni novanta ricoprì numerosi incarichi governativi come consulente di diversi ministeri. Fu ucciso da un commando di terroristi appartenenti alle Nuove Brigate Rosse, mentre era in corso la stesura della riforma da lui promossa (e in seguito indicata comunemente come legge Biagi), ispirata a una maggior flessibilità dei contratti di lavoro.

## Biografia

### Origini e formazione
Nasce il 24 novembre 1950 a Bologna, città in cui ha sempre vissuto. Dopo la maturità classica, frequenta la facoltà di giurisprudenza dell'Università di Bologna, dove, a ventidue anni, si laurea con il massimo dei voti e la lode, con Giuseppe Federico Mancini come relatore. Nei giorni immediatamente successivi alla laurea vince una borsa di studio di perfezionamento in diritto del lavoro presso il collegio medico-giuridico di Pisa (attuale Scuola Superiore Sant'Anna), sotto la guida di Luigi Montuschi. In quegli anni entra nella redazione della rivista Quale Giustizia, diretta da Federico Governatori.
Negli anni settanta si avvicina al Movimento Politico dei Lavoratori di Livio Labor, che di lì a poco confluirà nel Partito Socialista Italiano, perciò lo si può includere nel gruppo dei cattolici di sinistra che aderirono al socialismo. Nel 1974 è contrattista di materie privatistiche presso la facoltà di giurisprudenza di Bologna; in questi anni insegna anche presso l'Università degli Studi di Ferrara e di Modena ed è inoltre professore incaricato presso l'Università della Calabria. Già nel 1978 aveva pubblicato una prima monografia La dimensione dell'impresa nel diritto del lavoro, Angeli editore, e nel 1983 un secondo volume, Cooperative e rapporti di lavoro, sempre per le edizioni Angeli.

### L'attività di ricerca
Nel 1984 vince il concorso a cattedra ed è chiamato come professore straordinario di diritto del lavoro e di diritto sindacale italiano e comparato dall'Università di Modena e Reggio Emilia, presso il Dipartimento di Economia Aziendale. Dal 1987 al 2002 è professore ordinario presso la medesima facoltà di economia. La predilezione di Marco Biagi per gli studi comparati si accentua negli anni e nel 1986 appare la sua terza monografia Sindacato, democrazia e diritto. Il caso inglese del Trade Union Act del 1984, Giuffrè Editore. Dagli anni ottanta e fino alla sua scomparsa è Adjunct Professor di Diritto e Politica delle Comunità Europee presso il Dickinson College, Bologna Center for European Studies nonché Adjunct Professor di Comparative Industrial Relations e membro dell'Academic Council della Johns Hopkins University, Bologna Center.
Dal 1988 al 2000 è Direttore scientifico di SINNEA International, Istituto di ricerca e formazione della Lega delle cooperative. Nel 1990 appare la sua quarta monografia, Rappresentanza e democrazia in azienda. Profili di diritto sindacale comparato, nella Collana fondata insieme a Luigi Montuschi presso l'Editore Maggioli di Rimini, nella quale sviluppa una comparazione sui sistemi di relazioni industriali dei principali Paesi europei.
A luglio 2000, insieme ad alcuni suoi allievi, fonda l'Associazione per gli studi internazionali e comparati sul diritto del lavoro e sulle relazioni industriali ADAPT.

### Gli incarichi politici
Nel 1991 fonda, presso il Dipartimento di Economia Aziendale dell'Università degli Studi di Modena e Reggio Emilia, il Centro Studi Internazionali e Comparati, inaugurando un modello innovativo di ricerca nel campo del lavoro e delle relazioni industriali. È presso il Centro che nel 2000 comincia a stabilizzarsi il suo gruppo di giovani ricercatori e collaboratori.
All'inizio degli anni novanta iniziano il rapporto di Marco Biagi con la Commissione europea, di cui diviene Consulente della Divisione generale V (Relazioni Industriali, Occupazione) e la collaborazione con la Fondazione di Dublino per il miglioramento delle condizioni di vita e di lavoro. Marco Biagi diviene anche corrispondente per l'Italia del Japan Labour Institute.
Nel 1993 è nominato Membro della Commissione ministeriale di esperti per la riforma della normativa sull'orario di lavoro. In quell'anno diviene anche commentatore sui problemi del lavoro e delle relazioni industriali per i quotidiani Il Resto del Carlino, Il Giorno, La Nazione e Italia Oggi. Dal 1994 è Presidente di AISRI, l'Associazione Italiana per lo Studio delle Relazioni Industriali fondata nel 1968 da Gino Giugni e Tiziano Treu, e Consulente dell'Organizzazione internazionale del lavoro, con riferimento alle problematiche dell'ambiente di lavoro.
Dal 1995, insieme a Luciano Spagnolo Vigorita, è Direttore della rivista Diritto delle Relazioni Industriali, edita da Giuffrè. Dal 1995 è anche commentatore sui problemi del lavoro e delle relazioni industriali per il quotidiano Il Sole 24 Ore. Sempre nel 1995 inizia la sua attività di consulenza per il ministero del lavoro, diventando consigliere del Ministro del lavoro Tiziano Treu. Nel 1996 viene nominato Presidente della Commissione di esperti per la predisposizione di un testo unico in materia di sicurezza e salute sul lavoro, costituita presso il Ministero del Lavoro e Coordinatore del gruppo di lavoro per la trattazione dei problemi relativi ai rapporti internazionali del Ministero del Lavoro.
Nel 1997 esce a sua cura il volume Mercati e rapporti di lavoro, edito da Giuffrè, che commenta la legge n.196 del 1997 di riforma del mercato del lavoro. È in questo ambiente che emerge un'altra delle caratteristiche di Marco Biagi: essere un grande comunicatore e mediatore.
Complessi progetti di riforma e sofisticate proposte legislative venivano mirabilmente rese comprensibili anche ai non addetti ai lavori. Anche per questa sua dote, divenne, in poco tempo, una delle colonne de Il Sole 24 Ore, per la capacità di prevedere gli argomenti che di lì a poco sarebbero stati al centro del dibattito politico e sindacale e per lo stile sobrio, diretto, che permetteva di comprendere i problemi e dialogare.»
(Michele Tiraboschi)
Nel 1997 è nominato Rappresentante del Governo italiano nel Comitato per l'occupazione e il mercato del lavoro dell'Unione europea, ed esperto designato dall'Organizzazione Internazionale del Lavoro per assistere il Governo della Repubblica di Bosnia ed Erzegovina nella progettazione di una nuova legislazione del lavoro.
Sempre nel 1997 assume anche l'incarico di consigliere del Presidente del Consiglio Romano Prodi. Nel 1998 è nominato Consigliere del Ministro del lavoro, Antonio Bassolino e Consigliere del Ministro dei trasporti, Tiziano Treu. Da quell'anno è Membro del Consiglio di Amministrazione della Fondazione di Dublino per il miglioramento delle condizioni di vita e di lavoro, in rappresentanza del Governo italiano. Dal 1999 è Vicepresidente del Comitato per l'occupazione e il mercato del lavoro dell'Unione Europea e Membro della task force per gli scioperi durante il Giubileo, coordinata dal Sottosegretario alla Presidenza del Consiglio, Marco Minniti.
Nel 1999 è anche Consigliere del Ministro per la Funzione Pubblica, Angelo Piazza. Sempre nel 1999 diviene Managing Editor della rivista The International Journal of Comparative Labour Law & Industrial Relations, edita da Kluwer Law International. Alla fine degli anni novanta inizia la sua attività di consulenza presso il Comune di Modena, Assessorato ai servizi sociali, e presso quello di Milano, nell'ambito del quale collabora con l'Assessore al lavoro, Carlo Magri, per la predisposizione del Patto Milano Lavoro che verrà siglato il 1º febbraio del 2000. Si trattava di un'importante sperimentazione, avviata con quasi tutte le parti sociali, per realizzare servizi per l'impiego per fasce a rischio di emarginazione.
Questa fase segna una svolta nella vita del giurista, poiché da quel momento, a seguito di numerose minacce che gli vengono rivolte, viene dotato della scorta, poi tolta alla fine del 2001. Nel 2001 è consulente del Ministro del Welfare Roberto Maroni per l'elaborazione della riforma del mercato del lavoro. Nello stesso anno viene chiamato come Consigliere dal Presidente della Commissione Europea, Romano Prodi, e nominato componente del Gruppo di alta riflessione sul futuro delle relazioni industriali, istituito dalla Commissione europea.

### L'attentato delleNuove BRe la morte

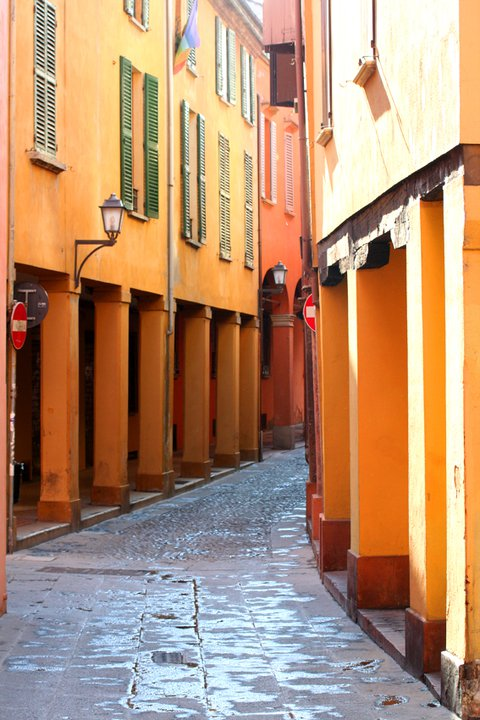
Via Valdonica a Bologna, dove Biagi venne assassinato

Nel 2000 è nominato delegato del Rettore di Modena per l'orientamento al lavoro. In quella veste lavora insieme a Paola Reggiani Gelmini, Direttore Amministrativo dell'Ateneo, e ai rappresentanti delle parti sociali locali a un accordo sulla occupabilità che sarà sottoscritto poco dopo la sua scomparsa, l'8 aprile del 2002.
La sera del 19 marzo 2002, dopo che Biagi, come ogni sera, ha percorso in bicicletta il tratto di strada che separa la stazione di Bologna dalla sua abitazione di via Valdonica, un commando di brigatisti lo blocca di fronte al portone della sua casa, al civico 14. I terroristi, con indosso caschi integrali, aprono il fuoco per poi allontanarsi molto velocemente. Colpito da sei proiettili, alle 20:15 Biagi muore tra le braccia dei medici del 118. Viene sepolto nella tomba di famiglia, nel campo del Chiostro III della Certosa di Bologna.
La rivendicazione, a firma Nuove Brigate Rosse, viene inviata quella stessa notte a diverse agenzie e quotidiani e fa riferimento a una nuova precisa strategia dell'organizzazione terroristica, volta a colpire uomini dello stato legati ad un contesto di ristrutturazione del mercato del lavoro.

## La riforma del lavoro
Il giuslavorista fu il promotore di una riforma del mercato del lavoro emanata dal governo Berlusconi II poco tempo dopo l'attentato, ovvero la legge 14 febbraio 2003, n. 30 ("Delega al Governo in materia di occupazione e mercato del lavoro"). Determinante nella redazione della legge è l'argomentazione sostenuta da Biagi fin dagli anni ottanta nella tesi di laurea con la quale conseguì la cattedra di diritto del lavoro, secondo cui nel codice civile italiano il potere organizzativo e direttivo dell'azienda spetta esclusivamente al datore di lavoro, e non può quindi essere sindacato o sottoposto a giudizio di merito dalla magistratura del lavoro.
Nella risoluzione dei licenziamenti sarebbe quindi illegittima un'ordinanza di reintegrazione nel posto di lavoro, potendosi la controversia risolvere al massimo con un'indennità pecuniaria. I contratti di lavoro flessibili, così come la libertà di licenziamento in un contratto a tempo indeterminato, sono visti in questo modo non soltanto come una via per creare o mantenere nuova occupazione, ma come una questione di diritto e legalità nei confronti dell'imprenditore. I risultati della legge Biagi sono stati oggetto di forti dibattiti: da una parte coloro i quali la difendono, sottolineandone l'effetto positivo sul ricambio dell'occupazione, dall'altra chi la contesta ritenendo che essa abbia soltanto aumentato la precarietà dei lavoratori e il numero di precari (ossia lavoratori senza garanzie e tutele, anche per lavori che invece ne necessiterebbero).

## Riconoscimenti
A Marco Biagi è stata intitolata la facoltà di economia dell'Università degli Studi di Modena e Reggio Emilia, ateneo presso il quale ha insegnato durante gli ultimi anni della sua vita e che è oggi ai primi posti nella graduatoria nazionale delle facoltà d'ambito economico, specialmente per quanto riguarda il mercato del lavoro e le sue dinamiche, campo in cui lavorava Biagi. L'università, in accordo con la famiglia Biagi, ha inoltre istituito una fondazione ed un centro studi per attuare, promuovere e favorire ricerche e studi scientifici nazionali ed internazionali nel campo del diritto del lavoro e delle relazioni industriali.
Il 22 novembre 2002 gli è stata intitolata una piazzetta in prossimità del luogo in cui venne assassinato, nel cuore del centro storico di Bologna.
Diversi autori ne hanno commentato la figura, ad esempio Luigi Montuschi scrisse di lui:
Michele Tiraboschi scrisse:.
Marcello Pedrazzoli, commentando il suo metodo di studio e di lavoro:

## Opere
- La dimensione dell'impresa nel diritto del lavoro, Milano, FrancoAngeli, 1978.
- Cooperative e rapporti di lavoro, Milano, FrancoAngeli, 1983.
- Sindacato, democrazia e diritto. Il caso inglese del Trade Union Act 1984, Milano, Giuffrè, 1986. ISBN 88-14-00765-9
- Contratto collettivo nazionale di lavoro per i dipendenti da aziende del settore turismo. 18 febbraio 1987, commentario a cura di, Rimini, Maggioli Editore, 1988. ISBN 88-387-9315-8
- Obiettivo 92: progetto lavoro flessibile. Papers 1988-1989, ?, Retribuzione e redditività. Iniziative imprenditoriali e nuove forme di partecipazione dei lavoratori, a cura di, Bologna, SINNEA, 1989.
- Obiettivo 92: progetto lavoro flessibile. Papers 1988-1989, IV, Internazionalizzazione dei mercati e strategie manageriali. Dialoghi sulle relazioni industriali comparate, a cura di e con Elisabetta Faraone, Bologna, SINNEA, 1989.
- Commentario al contratto collettivo delle cooperative edili 30 luglio 1987, Rimini, Maggioli, 1989. ISBN 88-387-9421-9
- Democrazia sindacale e relazioni industriali nell'esperienza comparata, Rimini, Maggioli, 1989. ISBN 88-387-9489-8
- Obiettivo 92. Progetto mercato globale. Papers 1989-1990, I, Corso di formazione per esperti latino-americani sui problemi del lavoro e delle relazioni industriali. Atti della giornata di studio a conclusione della seconda edizione del corso. Le relazioni industriali in America Latina. Bologna, 27 giugno 1989, a cura di, Bologna, SINNEA, 1989.
- Rappresentanza e democrazia in azienda. Profili di diritto sindacale comparato, Rimini, Maggioli, 1990. ISBN 88-387-9684-X
- La riforma del mercato del lavoro. Analisi e prospettive della legge n. 223 del 23 luglio 1991, a cura di, Bologna, SINNEA, 1991.
- Politiche per l'immigrazione e mercato del lavoro nell'Europa degli anni novanta, a cura di, Rimini, Maggioli, 1992. ISBN 88-387-9649-1
- Il diritto dei disoccupati. Studi in onore di Koichiro Yamaguchi, a cura di e con Yasuo Suwa, Milano, Giuffrè, 1996. ISBN 88-14-06209-9
- Mercati e rapporti di lavoro. Commentario alla Legge 24 giugno 1997, n. 196. Norme in materia di promozione dell'occupazione, a cura di, Milano, Giuffrè, 1997. ISBN 88-14-06771-6
- La disciplina giuridica del lavoro a tempo parziale, Castelmaggiore, Sinnea International, 1999.
- Il lavoro a tempo parziale, a cura di, Milano, Il sole-24 ore, 2000. ISBN 88-324-4079-2
- Job Creation and Labour Law. From protection towards pro-action, Kluwer Law International, 2000.
- Towards a European Model of Industrial Relations, Dordrecht, Kluwer Law International, 2000. ISBN 90-411-1432-7
- Istituzioni di diritto del lavoro, Milano, Giuffrè, 2001. ISBN 88-14-09109-9
- Il nuovo lavoro a termine. Commentario al D. lgs. 6 settembre 2001, n. 368, Milano, Giuffrè, 2002. ISBN 88-14-09405-5
- Quality of Work and Employee Involvement in Europe, The hague, Kluwer Law International, 2002. ISBN 90-411-1885-3